# Atimura bacillina
Atimura bacillina es una especie de escarabajo del género Atimura, familia Cerambycidae. Fue descrita científicamente por Pascoe en 1865.
Se distribuye por Indonesia y Malasia. Posee una longitud corporal de 9-11 milímetros. El período de vuelo de esta especie ocurre únicamente en el mes de mayo.